# マイケル・フランク・グッドチャイルド
マイク・グッドチャイルド (Mike Goodchild) として知られる、マイケル・フランク・グッドチャイルド（Michael Frank Goodchild、1944年2月24日 - ）は、イギリス出身の、アメリカ合衆国の地理学者。カリフォルニア大学サンタバーバラ校の地理学名誉教授。グッドチャイルドは、ウェスタンオンタリオ大学で、学科長 (chair) としての3年間を含め、19年間勤めた後、1988年の全米地理情報分析センター (the National Center for Geographic Information and Analysis) 開設に際して、サンタバーバラへ移り、以降、センターを20年以上にわたって指揮してきた。2008年には、UCSB空間研究センターを創設した。

## 学位
- B.A.（物理学） ケンブリッジ大学（イングランド、ケンブリッジ）、1965年 [1]
- Ph.D（地理学）マックマスター大学（カナダ、オンタリオ州ハミルトン）、1969年 [1]

## 業績
グッドチャイルドの最も影響力をもった研究成果は、地理情報システム（いわゆるGIS、コンピュータ地図などと称される分野）に関わるものである。「ボランタリー地理情報 (Volunteered Geographic Information)」という概念を生み出した人物として広く認知されており、この主題についての世界的権威と目されている。2003年には、GISへの貢献に対して、王立地理学会から金メダル（創立者メダル）を贈られた。

## 洞窟とカルスト
マックマスター大学大学院の博士課程の学生であった頃、グッドチャイルドは、全長20kmあるカナダ最長の洞窟、キャッスルガード洞窟の再発見をした。グッドチャイルドが指導した学生のひとりであるジョン・アラン・グレノンは、51.8kmにおよぶケンタッキー州のマーティン・リッジ洞窟の入口を発見し、いくつもの重要な発見をしている。グッドチャイルドの博士論文の指導教員であったデレク・C・フォード (Derek C. Ford) は、影響力の大きいカナダの地形学者、カルスト地形研究者であった。

## 栄誉
- ラヴァル大学名誉理学博士、1999年
- カナダ地図学会 (Canadian Cartographic Association) Award of Distinction for Exceptional Scholarly Contributions to Cartography、1999年
- キール大学名誉理学博士、2001年
- ESRI 功労賞、2001年
- National Academies - National Associate、2001年 -
- 米国科学アカデミー会員、2002年 -
- カナダ王立協会外国人フェロー、2002年 -
- 地理情報科学のための大学コンソーシアム (University Consortium for Geographic Information Science) Educator of the Year、2002年
- 創立者メダル、王立地理学会、2003年
- カリフォルニア大学サンタバーバラ校 Faculty Research Lecturer、2003年
- 武漢大学教授、2003年 –
- ライアソン大学名誉法学博士、2004年
- マックマスター大学名誉理学博士、2004年
- アメリカ芸術科学アカデミー会員、2006年 -
- ヴォートラン・ルッド国際地理学賞、サン＝ディエ＝デ＝ヴォージュ、フランス、2007年
- 王立協会外国人会員、2010年 –[3]
- 地理情報科学のための大学コンソーシアム Researcher of the Year、2010年[4]